# Антихрист
Анти́христ (др.-греч. Ἀντίχριστος, где приставка ἀντι- может означать либо того, кто должен прийти вместо Христа (Мессии), либо того, кто противостоит Христу) — описанный в христианской эсхатологии человек, противник Иисуса Христа, выдающий себя за Мессию (Мф. 24:4), но имеющий злую сущность (2Фес. 2:8).
В широком смысле термин относится ко всем, кто противится Христу и Евангелию (Лк. 11:23) или лживо утверждает, что является Самим Христом, Его представителем (Мк. 13:5) или пророком (Мф. 7:21—23).

## Представления об Антихристе в разные исторические периоды
Представление об антихристе возникло не на иудейской, а на христианской основе, но его прообразы содержатся и в Ветхом Завете. В частности, в лице нечестивого Антиоха Эпифана, царя четвёртой сирийско-македонской династии, стремившегося склонить иудеев к язычеству и водворить «мерзость запустения» (Дан. 9:27, Дан. 11:31, ср. Мф. 24:15). Предсказание о нём усматривается и в пророчестве о Гоге и Магоге (Иез. 38:2; Иез. 39:1, ср. Отк. 20:8).
Слово антихрист или антихристы четыре раза упоминается в первом и втором послании Иоанна Богослова. Иоанн говорит, что теперь (в I веке н. э.) появилось много антихристов (1Ин. 2:18), а «дух антихриста .. уже в мире» (1Ин. 4:3—9). Кроме того, в первом послании пишет, что отвергающий Отца и Сына является антихристом (1Ин. 2:22). По убеждению греческого теолога Афанасия Мустакиса антихрист — это человек, предваряющий второе пришествие Иисуса, который попытается увлечь за собой даже избранных (верующих), в то время как «многие антихристы» — это еретики, своим учением извращающие слово истины и вводящие верующих в заблуждение.
Также обычно ассоциируется c антихристом «человек греха» и «сын погибели», о котором упоминает апостол Павел (2Фес. 2:3). По словам апостола Павла, это будет человек греха, но будет выдавать себя за Христа (Мф. 24:4), за Самого Бога (2Фес. 2, 2Фес. 3 и след.). В конце времён этот посланник сатаны будет побеждён вновь явившимся на землю Христом (2Фес. 2:8). Ранние христианские писатели, такие как Ириней Лионский и Ипполит Римский, утверждали, что антихрист будет родом из колена Данова. Книга Иеремии упоминает храп лошадей всадников Апокалипсиса из колена Дана (Иер. 8:16).
Вследствие кровавых преследований христиан в Риме в царствование Нерона христиане привыкли смотреть на Римскую империю, в которой ещё колена Израилевы видели четвёртое царство (Дан. 2:40), как на сосредоточие всех враждебных Христу сил, а в самом Нероне видели антихриста.
Некоторые видели антихриста в Наполеоне I (записав его имя как «Наполеонтий») в 1805 году; в 1848 и 1849 годах его усматривали в личностях тогдашних революционных деятелей. Наконец, число зверя 666 приурочивалось и к Наполеону III, и к Троцкому, и к Гитлеру. Ещё Роджер Бэкон († 1294 г.), а в XIX веке Бенгель и Генгстенберг, нашедшие число 1836[где?], старались вычислить на основании Апокалипсиса точное время пришествия антихриста.
Епископ Игнатий Брянчанинов считал, что антихрист будет всемирным царём.
В старообрядчестве существует две основных концепции антихриста: чувственного (с возможной персонификацией в лице якобы подменённого Петра I или других реальных личностей) и духовного, не имеющего физического воплощения, а действующего посредством приверженцев «никонианской» церкви и властей. Словосочетание «Пётр-антихрист» вне связи со старообрядчеством используется некоторыми современными публицистами, например, Андреем Буровским.
Начиная с XIII века, в партиях и сектах, отколовшихся от Католической церкви, принято было видеть Антихриста в лице папы и иерархии Католической церкви. Это замечается уже во время Гогенштауфенов, Людвига Баварского, Оккама, Уиклифа, чешского реформатора Яна Гуса и других.

## Отцы Церкви об Антихристе
Ипполит Римский: «Возвысившись над всеми царями и над всяким богом, он построит город Иерусалим и восстановит разрушенный храм, и всю страну и пределы её возвратит иудеям» (Творения, вып. I, стр. 160). И в другом месте: «Восстановит он также и каменный храм в Иерусалиме» (вып. 2, стр. 14). «Он призовёт к себе весь народ иудейский из всех стран, в которых он рассеян; он присвоит их себе, как своих собственных детей, возвестит им, что он восстановит страну и восстановит их царство и храм, и все это с тою целью, чтобы они поклонились ему, как Богу» (стр. 37).
Кирилл Иерусалимский: «Яко же ему (антихристу) сести в церкви Божией. В какой же церкви? Разумеется разорённый иудейский храм. Да не будет же того, чтобы разумелся сей храм, в котором мы! Но для чего говорим это? Да не подумают, что мы говорим из лести себе. Если антихрист придёт к иудеям, как Христос, и от иудеев восхощет поклонения, то, чтобы более обольстить их, покажет великое усердие к их храму, внушая о себе ту мысль, что он рода Давидова, и что ему должно создать храм, сооружённый Соломоном. Придёт же он, когда в Иудейском храме не останется камня на камне, по определению Спасителя» (15 Огласительное поучение, § 15, стр. 208 по изд. 1893 г.).
Ириней Лионский: «Апостол открыл то, на что и я не раз указывал, что в Иерусалиме храм был построен по распоряжению Истинного Бога… В нём-то и будет сидеть противник, стараясь представить себя Христом» (Кн. V, гл. XXV, стр. 648). «Сделает он (антихрист) во время своего царства; переселит царство в этот город (то есть Иерусалим) и сядет в храме Божием, обольщая поклоняющихся ему, как будто он Христос» (Гл. XXV, стр. 600).

## Упоминание в Библии

### Ветхий Завет
Пророк Даниил видит «небольшой рог», то есть царя, который порочит Всевышнего и стремится уничтожить Его святых (Дан. 7:8,24 и след.; ср. Дан. 11:21-35). Непосредственно этот образ связывали[кто?] с сирийским царём Антиохом IV Эпифаном (175—163 гг. до н. э.). Он считается прообразом антихриста последних времён. Упоминание в Мк. 13:14 о «мерзости запустения» (ср. 2Фес. 2 и Откр. 13) связано с указанными местами из Книги Даниила.
Однако противники Бога в Ветхом Завете отличаются от новозаветных. Новозаветное представление об антихристе, являющего себя вместо Христа, возникло после явления Самого Христа.

Согласно христианской эсхатологии, антихрист будет родом из колена Дана. Ипполит Римский (De Christo et Antichristo, 14, 15) и некоторые другие Отцы Церкви знают предание, несомненно еврейского происхождения, согласно которому антихрист произойдёт из колена Данова, и основывают это предание на Иер. 8:16: «От Дана слышен храп коней его» (врага), стихе, который и в Beresch. r., XLII, толкуется как относящийся к идолопоклонству Данитов. Не случайно также опущение Дана в I кн. Хроники, 4 и сл. Bousset, посвятивший особую главу легенде об антихристе из колена Данова, предполагает, что связь Дана с Белиалом в Завещании 12 патриархов также указывает на это предание. Его предположение находит, по-видимому, полное подтверждение в Тарг. Иер. к Втор. 34:3, где война против Аримана (סונלמרא) и Гога или Магога в видении Моисея относится, кажется, к Дану (ср. Сифре, l. с. к ןורחאה םויה). Святитель Ириней Лионский, говоря об антихристе, замечает: «Иеремия же открыл не только его внезапное пришествие, но и колено, из которого придёт, говоря: от Дана».

### Новый Завет
В текстах Нового Завета есть лишь единственное упоминание о некоем конкретном человеке из будущего, названном «антихристом»: «Дети! последнее время. И как вы слышали, что придет антихрист…» (1Ин. 2:18), причём более позднее традиционное понимание антихриста, выдающего себя за Христа, в Новом Завете отсутствует вовсе.
Апостол Иоанн Богослов в своём Первом послании (1Ин. 2:18) утверждает, что уже в его время явилось много антихристов.
- Откровение Иоанна Богослова Откр. 13
- Второе послание Иоанна 2Ин. 1:7
- Второе послание к Фессалоникийцам 2Фес. 2:3

## Период власти Антихриста
Согласно христианской эсхатологии, период власти Антихриста ограничен; после него должно наступить царствие Бога/Христа.

## Представления об Антихристе в иудаизме
У иудеев ещё с раннего средневековья также встречается представление об антихристе, обозначаемом под именем Армилус или Армилаус, как о чудовищном гиганте, рыжем, плешивом, со знаком проказы на лбу, 12 локтей росту и 4 или же 12 локтей толщины, рождённом от соития римской мраморной статуи с самим сатаной. Правое ухо его не слышит добрых советов, но левое всегда открыто для зла. По одной версии имя этой фигуры — анаграмма слова Romulus, то есть «Римлянин», поскольку еврейская традиция прочно ассоциирует эту фигуру с Римом; по другой — от греческого Ερημολαος, то есть «Губитель народа», по третьей — искажённое персидское слово Ахриман, олицетворение зла в зороастрийской демонологии, которая порой фигурирует в сочинениях евреев Ближнего Востока. Особенно часто легенды об Армилусе встречаются в средневековых иудейских Мидрашах апокалиптического толка, включая Книгу Зерубавеля, предположительно написанную в VII веке, и «Тайны Рабби Шимона бар Йохая» (X век) .
Согласно иудейской традиции, Армилус поначалу убедит с помощью колдовского наваждения многих язычников и даже некоторых иудеев в том, что он и есть истинный Мессия, однако настоящий Избавитель сотрёт его с лица земли своим дыханием или силой молитвы. Легенды об Армилусе подробно собраны и комментированы в сочинениях Авраама бен Элиезера Галеви, испанского каббалиста начала XVI века, ожидавшего скорое начало апокалиптических событий в связи с изгнанием евреев из Испании в 1492 году. Ряд ранних источников легенды собраны в книге «Мидрашей Геула» Йегуды Эвен-Шмуэля.

## В популярной культуре

### Фильмы
- «Антихрист» — фильм режиссёра Ларса Фон Триера (2009).
- «Омен» — трилогия, состоящая из фильмов Ричарда Доннера (1976), Дона Тэйлора и Майка Ходжиса (1978) и Грэхэма Бэйкера (1981).
- «Омен» — фильм 2006 года о детстве антихриста.
- «Адвокат дьявола» — фильм 1997 года, в котором главный герой Киану Ривза, Кевин Ломакс должен был стать отцом антихриста.
- «Пришествие Дьявола» — мистический триллер 2014 года о рождении антихриста.
- «Ватиканские записи» — фильм ужасов 2015 года, в котором священник и два экзорциста борются с древним злом за душу девушки.
- «Шесть» — фильм 2004 года, рассказывающий о последних днях перед Армагеддоном и диктаторе-антихристе.
- «Оставленные» (англ. Left Behind) — фильм 2000 года, рассказывающий о «Великой скорби» в конце времён, когда Землёй будет править антихрист. Является первым фильмом трилогии, снятой по мотивам из 16 романов-бестселлеров «Оставленные». События немного отличаются от романа.
- «Оставленные II: Отряд скорби» (англ. Left Behind II: Tribulation Force) — фильм 2002 года, вторая часть трилогии «Оставленные».
- «Оставленные III: Завершение Мировой войны» (англ. Left Behind III: World at War) — фильм 2005 года, третья часть трилогии «Оставленные».
- «Код Омега» и «Вечная битва: Код Омега 2» — фильмы где первый вышел в 1999 году а второй в 2001 году. По сюжету где Александр Стоун становится антихристом.
- «Ребёнок Розмари», «Что случилось с ребёнком Розмари», «ХХ (Ее единственный живой сын)» и приквел «Квартира 7А» — фильмы из сюжета Ребёнок Розмари, где показывает историю от рождения антихриста, до превращения антихриста в сатану, но до начала Армагеддона. События отличаются от мини-сериала.
- «Американская история ужасов: Апокалипсис» — сериал.
- «Благие знамения» — сериал.